# Thomas Baines
Pour les articles homonymes, voir Baines.
Thomas Baines, né le 27 novembre 1820 à King's Lynn dans le comté de Norfolk et mort le 8 mai 1875 à Durban (Afrique du Sud), est un artiste-peintre et grand voyageur britannique qui explora l'Afrique australe et l'Australie à l'ère coloniale,.

## Hommages
Les épithètes spécifiques de plusieurs espèces botaniques lui rendent hommage, telles que : Aloe bainesii, Corallocarpus bainesii, Cyphostemma bainesii , Leucosphaera bainesii ou Lotononis bainesii.

## Sélection d'œuvres picturales

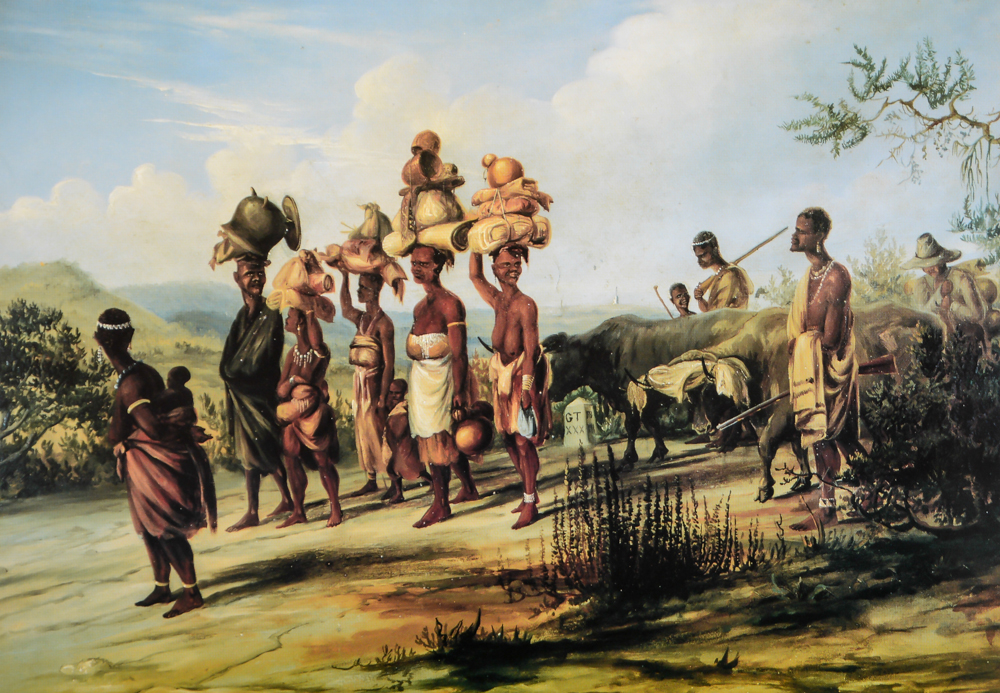
Kaffirs having made their fortunes leaving the Colony (1848)
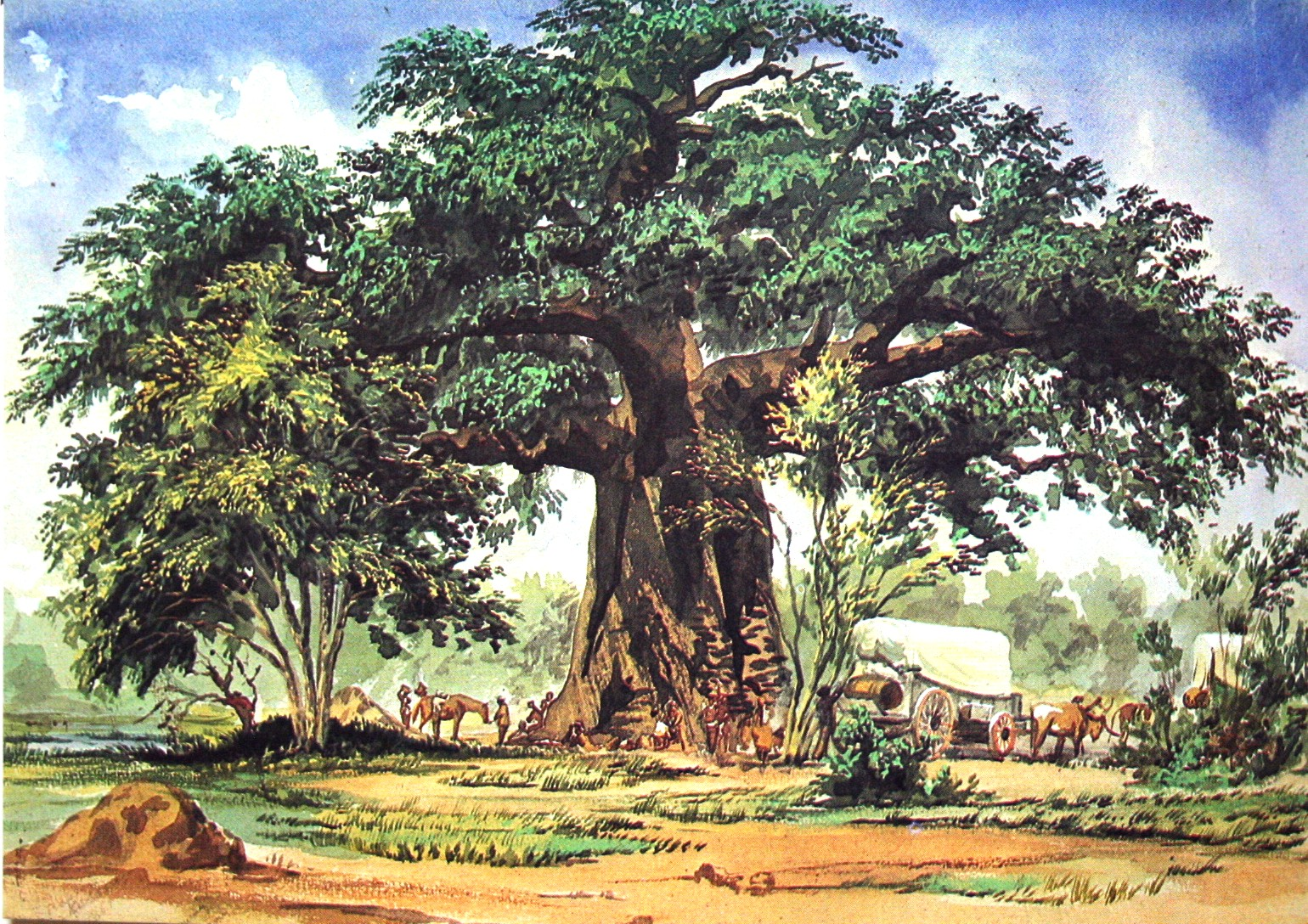
Baobab Tree, South Africa (1861)
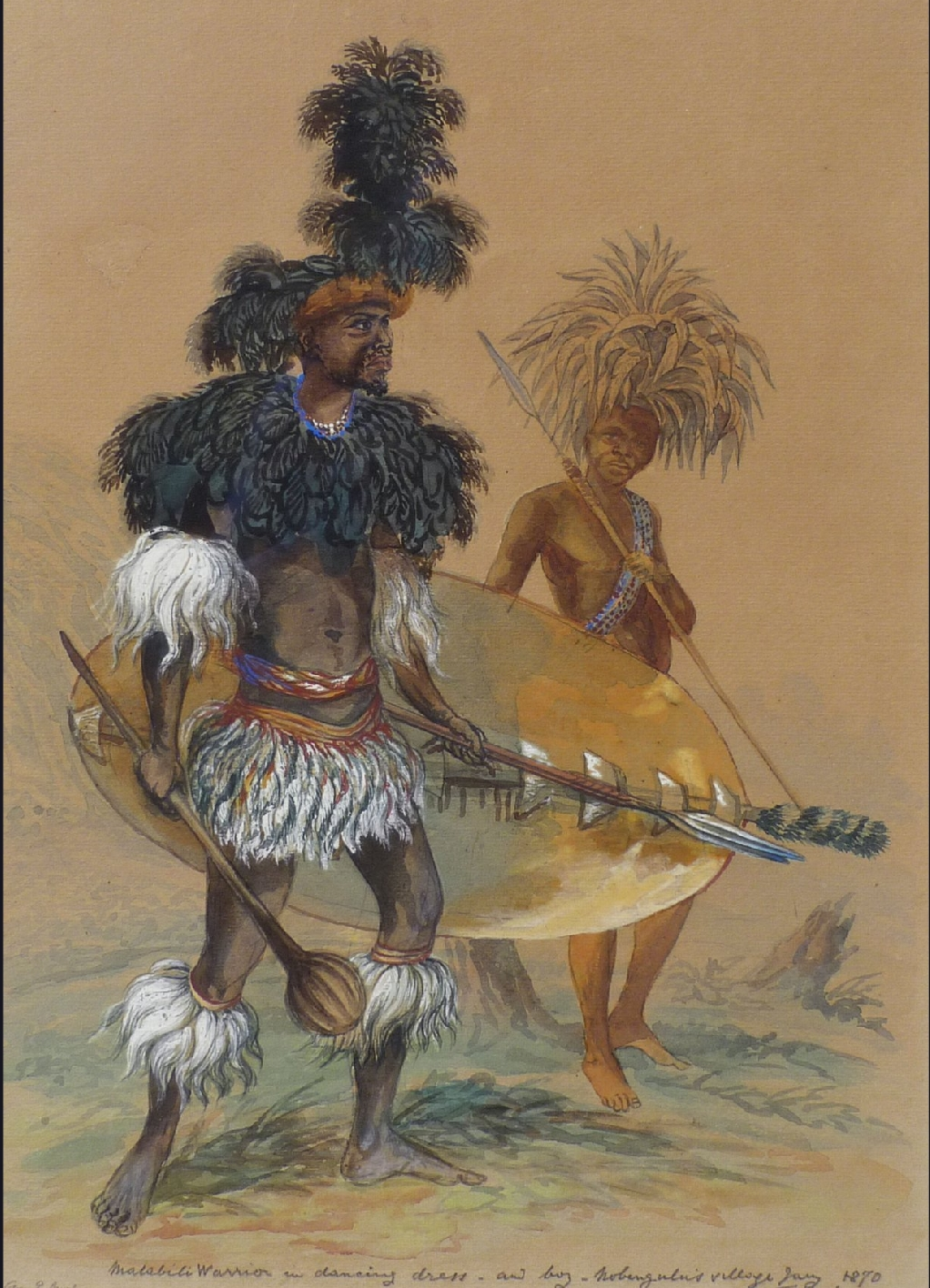
Matebele warrior in dancing dress (1870)
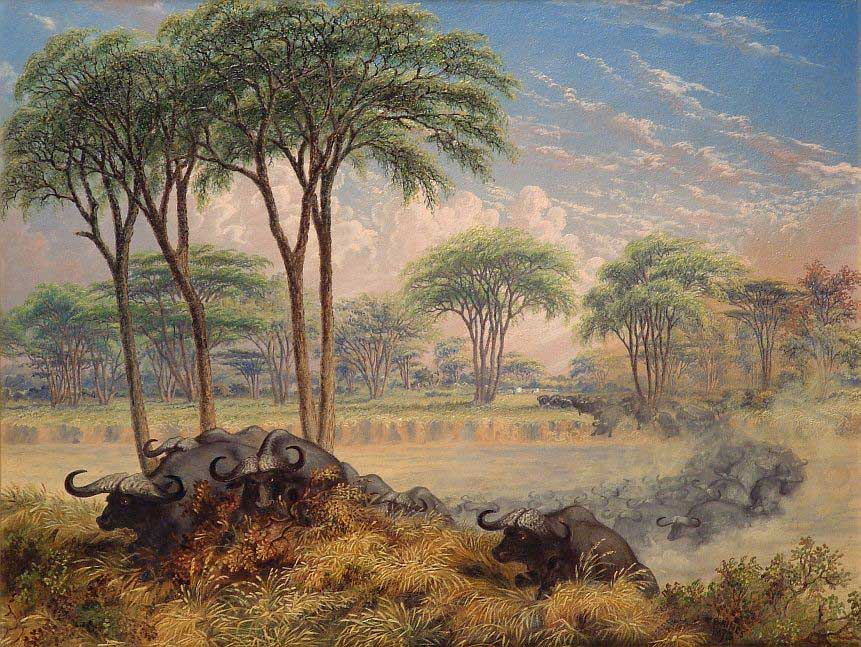
Herd of Buffalo chased across the Macloutsie River (1871)
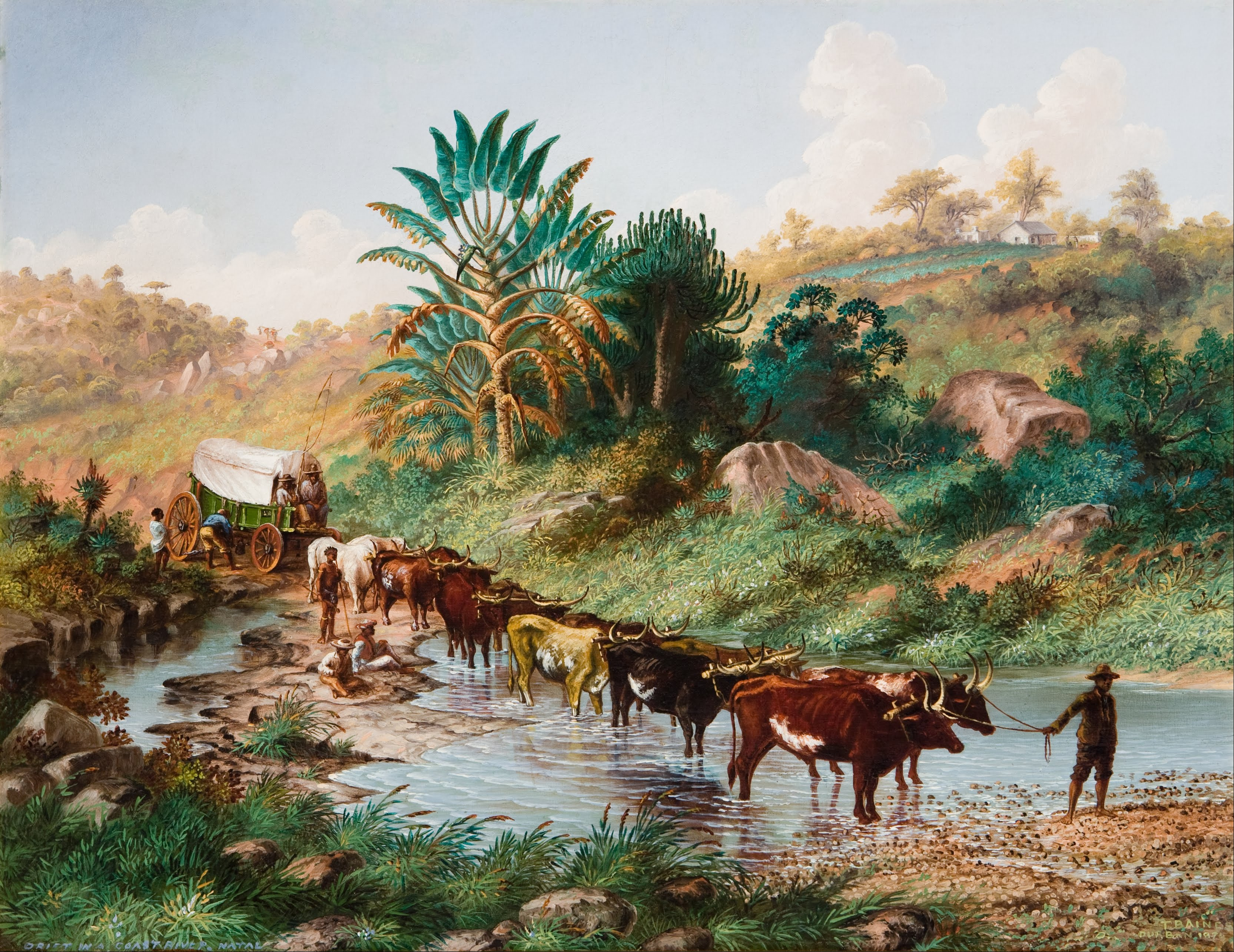
Wagon Crossing a Drift - Natal (1874)

## Sélection de publications

### Traductions en français
- Voyage dans le sud-ouest de l'Afrique, ou Récits d'explorations faites en 1861 et 1862 depuis la baie Valfich jusqu'aux chutes Victoria, traduits et abrégés par J. Belin de Launay, Hachette, 1868, 298 p. lire en ligne sur Gallica, [lire en ligne]